# HMS Cossack (1937)
HMS Cossack – brytyjski niszczyciel z okresu II wojny światowej, typu Tribal, w służbie Royal Navy w latach 1938–1941. Nosił znaki taktyczne L03, F03, G03. Zatopiony w 1941 przez niemiecki okręt podwodny U-563 na Atlantyku.
Za przebieg służby HMS „Cossack” otrzymał 5 wyróżnień bitewnych (battle honours): Narwik 1940, Norwegia 1940, Atlantyk 1940-41, operacja przeciw pancernikowi "Bismarck" 1941 i konwoje maltańskie 1941.

## Budowa
Okręt zamówiono 10 marca 1936 w ramach programu z 1935 roku. Stępkę pod jego budowę położono 9 czerwca 1936 w stoczni Vickers-Armstrongs w Newcastle upon Tyne (wraz z HMS „Afridi”). Kadłub wodowano prawie rok później 8 czerwca 1937, a okręt wszedł do służby w Royal Navy 7 czerwca 1938. „Cossack” był wyposażony do pełnienia roli okrętu flagowego flotylli niszczycieli. Był szóstym okrętem brytyjskim noszącym tę nazwę (pol. Kozak). Nazwę tę nosił następnie kolejny niszczyciel z końca II wojny światowej, typu Co.

## Służba

### Przed wojną
„Cossack” wszedł do służby w skład 1. Flotylli Niszczycieli Tribal na Morzu Śródziemnym, bazując głównie na Malcie. Uczestniczył w szkoleniu i wizytach zagranicznych, a także w patrolach nieinterwencji na wodach ogarniętej wojną domową Hiszpanii. Przydzielono go później do 4. Flotylli Niszczycieli na Morzu Śródziemnym. W grudniu 1938 zmieniono znak taktyczny z L03 na F03.

### Początek II wojny światowej
Tuż po wybuchu II wojny światowej, we wrześniu 1939 „Cossack” patrolował na Morzu Śródziemnym. Był okrętem flagowym 8. Dywizjonu Niszczycieli wchodzącego w skład 4. Flotylli (dowódca: kmdr D. DePass). W październiku wraz z flotyllą został przeniesiony na wody brytyjskie, wchodząc w skład Floty Metropolii (Home Fleet). Razem z innymi niszczycielami przeważnie patrolował na Morzu Północnym i eskortował konwoje. 7 listopada 1939 został uszkodzony w kolizji ze statkiem SS „Borthwick” w Firth of Forth (4 zabitych). Był następnie remontowany w Leith do stycznia 1940 (naprawiono przy tym wadliwe na niszczycielach tego typu łopatki turbin).
W lutym 1940 „Cossack” jako okręt flagowy komandora Philipa Viana wszedł w skład zespołu poszukującego na Morzu Północnym niemieckiego zbiornikowca zaopatrzeniowego „Altmark”, przewożącego jeńców z brytyjskich statków zatopionych przez rajdera „Admiral Graf Spee”. 16 lutego po odnalezieniu „Altmarka” na norweskich wodach terytorialnych, „Cossack” dokonał głośnej akcji abordażu tego okrętu, uwalniając 299 brytyjskich marynarzy (wypadek ten miał następnie reperkusje międzynarodowe). Lekko przy tym został uszkodzony dziób niszczyciela.

### Kampania norweska 1940
Tuż przed niemieckim atakiem na Norwegię, 7-8 kwietnia „Cossack” patrolował w rejonie Stavanger z krążownikami i niszczycielami brytyjskimi oraz polskimi, poszukując niemieckich okrętów, lecz bez kontaktu z nieprzyjacielem. 9 kwietnia „Cossack” odholował do Wielkiej Brytanii uszkodzony w kolizji HMS „Kashmir”.
13 kwietnia „Cossack” z 8 niszczycielami i pancernikiem HMS „Warspite” wziął aktywny udział w drugiej bitwie pod Narwikiem, zakończonej zatopieniem lub samozatopieniem 8 niemieckich niszczycieli. „Cossack” najpierw walczył w fiordzie z niemieckimi niszczycielami, następnie ze stojącym w porcie w Narwiku "Diether von Roeder". Został wówczas trafiony 4 pociskami kalibru 128 mm "Diethera von Roeder" i poważnie uszkodzony – przerwaniu uległ główny przewód pary, zniszczono centralę kierowania ogniem i uszkodzono maszynę sterową, po czym okręt bez możliwości manewrowania wpadł na mieliznę koło Ankenes. Utracił w starciu 11 zabitych i 23 rannych. Niszczyciel wystrzelił w starciu 850 pocisków głównego kalibru, a jego dowódca Robert St. Vincent Sherbrooke został odznaczony za akcję pod Narwikiem orderem DSO Na mieliźnie, niszczyciel został ostrzelany niecelnie przez działo z brzegu. 14 kwietnia podczas przypływu udało się zejść z mielizny i okręt o własnych siłach, rufą naprzód, dotarł do Skelfjordu na Lofotach, eskortowany przez HMS „Kimberley”, gdzie dokonano awaryjnych napraw.

### Flota Metropolii, 1940-1941
Po przejściu do Wielkiej Brytanii, „Cossack” był remontowany od 30 kwietnia do 15 czerwca 1940. Podczas remontu w Southampton (stocznia Thornycroft) zainstalowano radar Type 286 i zastąpiono 2 działa 120 mm na rufowej pozycji X przez działa przeciwlotnicze 102 mm (podobnie, jak na innych okrętach tego typu). Zmieniono wówczas znak taktyczny z F03 na G03. Po utracie niszczyciela HMS „Afridi”, „Cossack” stał się okrętem flagowym 4. Flotylli Niszczycieli komandora Viana. Przez kolejne miesiące działał w składzie Floty Metropolii, na wodach wokół Wielkiej Brytanii. 11 sierpnia osłaniał stawianie zagrody minowej East Coast Miner Barrier (SN13). Od 28 września do połowy października był remontowany w Rosyth.
W nocy 13/14 października „Cossack” pod flagą komandora Viana, wraz z niszczycielami „Ashanti”, „Maori”, „Sikh”, zaatakował niemiecki konwój w rejonie Egersundu. Zatopiono jedynie stawiacz sieci „Genua”, natomiast „Cossack” otrzymał jedno trafienie w rufę, które lekko uszkodziło ster. Został naprawiony następnie do 25 października w Rosyth. Od 7 stycznia 1941 do 20 lutego okręt był remontowany w stoczni Thornycroft w Southampton. 11 marca osłaniał operację stawiania min Zapory Północnej (SN6B), ponownie 6 kwietnia (SN8).
22 maja został przydzielony do eskorty konwoju WS8B z Clyde do Freetown, lecz 25 maja został wraz z niszczycielami HMS „Maori”, „Sikh”, „Zulu” i polskim ORP „Piorun” odkomenderowany do poszukiwania pancernika „Bismarck” na Atlantyku. Po odnalezieniu „Bismarcka” 27 maja, „Cossack” przeprowadził na niego atak torpedowy, lecz bezskutecznie (podobnie pozostałe brytyjskie niszczyciele). 28 maja „Cossack” i „Zulu” eskortowały po zatopieniu „Bismarcka” pancernik HMS „King George V” do Loch Ewe.

### Morze Śródziemne 1941
Od 12 lipca „Cossack” eskortował z Wielkiej Brytanii konwój WS9C w ramach operacji zaopatrzeniowej Substance dla Malty. Po opuszczeniu Gibraltaru 21 lipca 1941, konwój stał się obiektem ataków lotnictwa i włoskich kutrów torpedowych. Mimo pewnych strat, zespół po osiągnięciu Malty, powrócił do Gibraltaru 27 lipca. Podczas operacji Style dowozu pozostałej części zaopatrzenia na Maltę, „Cossack” początkowo osłaniał siły główne floty podejmujące operację pozoracyjną, a w nocy 31 lipca/1 sierpnia wraz z „Maori” został odłączony w celu bombardowania Alghero na Sardynii. Powrócił po operacji do Gibraltaru, a następnie 8 sierpnia do Anglii.
Pod koniec września „Cossack” uczestniczył w kolejnej operacji zaopatrzeniowej dla Malty Halberd (konwój GM.2), walcząc z lotnictwem. 28 września przybył na Maltę w składzie zespołu „X”, po czym 1 października powrócił do Gibraltaru. Następnie, w dniach 16-19 października osłaniał operację Callboy dostarczenia samolotów lotem na Maltę przez lotniskowiec HMS „Ark Royal”.
22 października 1941 „Cossack” wypłynął z Gibraltaru w składzie eskorty konwoju HG75 do Wielkiej Brytanii. 23 października konwój padł ofiarą ataków zespołu niemieckich okrętów podwodnych i pod koniec dnia „Cossack” został sam storpedowany przez okręt podwodny U-563 na pozycji 35°36′N 10°04′W/35,600000 -10,066667. Doszło do wybuchu amunicji i oderwaniu uległa część dziobowa. Zginęło aż 159 ludzi załogi, w tym dowódca kmdr.por. Edward Lyon Berthon, rannych zostało 28. Rozbitków przejął niszczyciel HMS „Legion” i francuski eskortowiec „Commandant Duboc”. Mimo próby holowania do Gibraltaru przez korwetę HMS „Carnation”, a następnie przybyły z Gibraltaru holownik „Thames”, na skutek pogorszenia pogody okręt zatonął 27 października na pozycji 35°12′N 8°17′W/35,200000 -8,283333, a resztę załogi przejęła korweta HMS „Jonquil”. Obok rozbitków z „Cossacka” uratowany został także kot Oscar, którego marynarze z tego okrętu uratowali wcześniej z zatopionego pancernika „Bismarck”.
Szczegółowy opis i dane techniczne w artykule niszczyciele typu Tribal (1936)